# Snježnik (berg)
Notera speciellt risken för sammanblandning med det högre berget Snežnik på andra sidan gränsen i Slovenien, två mil norrut.
Snježnik eller Snežnik är ett berg i Kroatien med höjden 1 506 meter över havet.

## Robotskapad information
Det ligger i länet Gorski kotar, i den centrala delen av landet, 120 km väster om huvudstaden Zagreb. Toppen på Snežnik är 1 161 meter över havet.
Terrängen runt Snežnik är kuperad åt nordost, men åt sydväst är den bergig. Runt Snežnik är det ganska glesbefolkat, med 23 invånare per kvadratkilometer. Närmaste större samhälle är Rijeka, 17,8 km sydväst om Snežnik. I omgivningarna runt Snežnik växer i huvudsak lövfällande lövskog.